# Alessandro Cattelan - Una semplice domanda
Alessandro Cattelan - Una semplice domanda è un docu-show pubblicato venerdì 18 marzo 2022 sulla piattaforma streaming Netflix con la conduzione di Alessandro Cattelan.

## Il programma
Annunciato il 10 maggio 2021, tramite una diretta su Instagram del profilo ufficiale di Netflix il docu-show è nato grazie a una domanda fatta al conduttore da sua figlia Nina «Come si fa ad essere felici?». 
Durante le sei puntate Cattelan incontra personaggi noti per arrivare a portare a sua figlia la risposta alla domanda.
Il programma è stato girato tra il mese di marzo e il mese di agosto 2021. La post produzione è durata da settembre a dicembre 2021.
La colonna sonora è stata prodotta, ideata ed eseguita da Costì (Cosimo Ravenni), Francesco Giommi, Valerio Fanciano, ed Alexander Woodbury, che insieme formano gli Street Clerks.

## Distribuzione
Il programma è stato pubblicato venerdì 18 marzo 2022 in Italia e successivamente è stato anche distribuito in 190 paesi esteri.

## Puntate
| Puntata | Titolo                                        | Ospiti                                              | Data di pubblicazione |
| ------- | --------------------------------------------- | --------------------------------------------------- | --------------------- |
| 1       | Come si fa ad essere felici?                  | Roberto Baggio                                      | 18 marzo 2022         |
| 2       | Credere ci rende felici?                      | Paolo Sorrentino                                    | 18 marzo 2022         |
| 3       | C'è felicità nel dolore?                      | Gianluca Vialli                                     | 18 marzo 2022         |
| 4       | L'amore rende felici?                         | Geppi Cucciari, Eva Cantarella, Danika Mori e Steve | 18 marzo 2022         |
| 5       | Cos'altro posso desiderare per essere felice? | Francesco Mandelli, Roberto Giovalli                | 18 marzo 2022         |
| 6       | Si può imparare ad essere felici?             | Mo Gawdat, Elio                                     | 18 marzo 2022         |